# TransAVIAexport Airlines
TAE Avia, in precedenza Trans Avia Export, è una compagnia aerea bielorussa attiva nel trasporto di merci in tutto il mondo. La base di armamento principale è nell'aeroporto di Minsk in Bielorussia, quella secondaria nell'aeroporto Internazionale di Sharjah, negli Emirati Arabi Uniti.

## Storia
La società è stata ufficialmente fondata nel dicembre 1992 ma sembra che avesse iniziato a volare già nel mese di maggio.
Il 2 dicembre 2021, l'azienda e due aeromobili di proprietà sono stati aggiunti alla Specially Designated Nationals and Blocked Persons List dal Dipartimento del Tesoro degli Stati Uniti. Probabilmente anche per questa ragione la società ha cambiato nome in TAE Avia.

## Flotta

### Flotta attuale

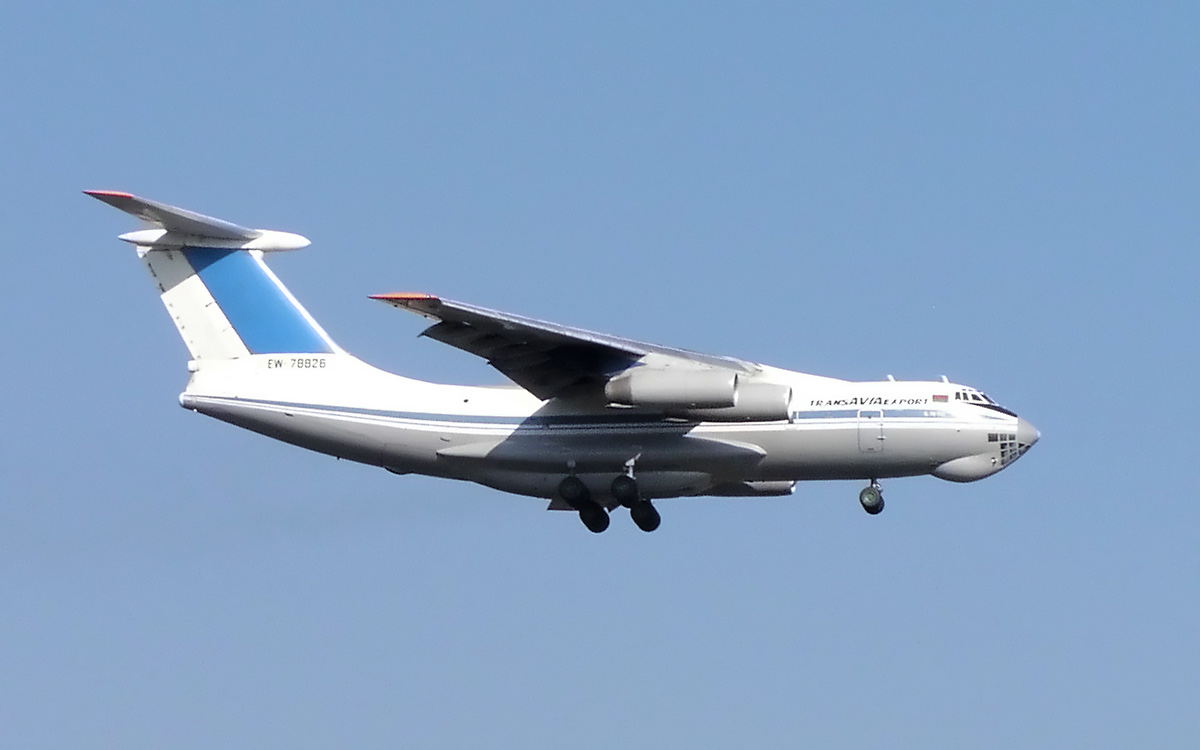
Un Il-76 della compagnia.

TAE Avia opera con Il-76 in grado di trasportare fino a 45 tonnellate di merci con un volume fino a 210 metri cubi. Il-76 "Candid" è uno degli aerei più efficienti e richiesti. La capacità di questo velivolo di operare in aeroporti con infrastrutture sottosviluppate consente sia di soddisfare le esigenze di intere regioni in termini di trasporto aereo di merci, sia di espandere in modo significativo la base di clienti attirando spedizionieri che normalmente utilizzerebbero altri modi di trasporto.
All'aprile 2024 la flotta era così composta:

### Flotta storica
- Antonov 12

## Incidenti
- Il 9 marzo 2007, l'Ilyushin Il-76 con marche EW-78826, in volo da Entebbe a Mogadiscio, venne colpito alla fusoliera da un missile di un RPG durante l'avvicinamento. Questo causò un incendio a bordo e la stiva si riempì di fumo. Dopo l'atterraggio, gli occupanti evacuarono in sicurezza ma l'unico mezzo antincendio arrivò dopo un'ora a causa della mancanza di carburante. A causa di questo, l'aereo venne consumato dalle fiamme.[8]
- Il 23 marzo 2007, l'Ilyushin Il-76 di marche EW-78849 venne colpito da tre missili poco dopo il decollo da Mogadiscio. I piloti ne persero il controllo e l'aereo cadde, provocando la morte di tutti gli 11 a bordo.[9]
- Il 22 agosto 2017, l'Ilyushin Il-76 con marche EW-78799 colpì due case durante una riattaccata a causa della fitta nebbia, causando la morte di una bambina e il ferimento di altre quattro persone. L'aereo effettuò in seguito un atterraggio di emergenza a Entebbe, dove il carrello di atterraggio collassò.[10]